# Dez Cadena
Dez Cadena er en af de tidlige forsangere i det amerikanske hardcore punk-band Black Flag.